# Етідзен (Ню, Фукуй)

35°58′27″ пн. ш. 136°7′47″ сх. д. / 35.97417° пн. ш. 136.12972° сх. д.
Етідзе́н (яп. 越前町, えちぜんちょう, МФА: [et͡ɕid͡zeɴ t͡ɕoː]) — містечко в Японії, в повіті Ню префектури Фукуй. Станом на 1 червня 2009 площа містечка становила 152,96 км². Станом на 1 липня 2011 населення містечка становило 22 954 осіб.